# Gurgesiella
Gurgesiella is een geslacht van kraakbeenvissen uit de familie van de Gurgesiellidae.

## Soorten
- Gurgesiella atlantica (Bigelow & Schroeder, 1962)
- Gurgesiella dorsalifera McEachran & Compagno, 1980
- Gurgesiella furvescens de Buen, 1959